# Diaphorina tenebrosa
Diaphorina tenebrosa är en insektsart som beskrevs av Capener 1970. Diaphorina tenebrosa ingår i släktet Diaphorina och familjen rundbladloppor. Inga underarter finns listade i Catalogue of Life.